# Qualea panamensis
Qualea panamensis är en tvåhjärtbladig växtart som beskrevs av L. Marcano-berti. Qualea panamensis ingår i släktet Qualea och familjen Vochysiaceae. Inga underarter finns listade i Catalogue of Life.